# Cá voi mõm khoằm Shepherd
Tasmacetus shepherdi là một loài động vật có vú trong họ Ziphiidae, bộ Cetacea. Loài này được Oliver mô tả năm 1937.